# Problématologie
 (septembre 2016).
Améliorez-le ou discutez des points à vérifier. 
La problématologie est la théorie du questionnement qui est apparue en 1979 sous la plume de Michel Meyer. Elle questionne « le questionnement lui-même ».

## Présentation
La problématologie est une théorie philosophique prenant comme prémisse le concept du refoulement problématologique, inspiré du refoulement de Freud, mais appliqué au questionnement.
Un refoulement problématologique faible consiste ainsi en un refoulement faible des questions. Une période de refoulement problématologique faible est donc une période ou l'on se questionne davantage : par exemple le temps de Socrate, Platon, Aristote, Kant, Heidegger, Wittgenstein, ou plus généralement la Renaissance et les Lumières.
À l'inverse, un refoulement problématologique fort est caractérisé par un plus grand refus des questions ; les identités y sont fortes. Les mathématiques en sont un exemple : A est égal à A, A ne peut être non-A, Pi = 3,141592654, sont des identités fortes. Elles contrastent alors avec celles du refoulement problématologique faible, dans lequel les identités sont faibles : A peut être A, mais aussi B. Dans ce cas, il y a confusion : « J'ai un tigre dans mon moteur ». S'il y a confusion des sens, cet excès de littéralité conduit à l’humour, au rire (voir Le Rire de Bergson), à la comédie au théâtre. À l’inverse, un excès de métaphoricité conduit à la tragédie au théâtre.
On peut contrer le refoulement problématologique, si l'on veut favoriser le questionnement. On peut dans ce but faire appel à un refoulement apocritique (apocrisis : la réponse), consistant à refuser les réponses, permettant ainsi de compenser le rejet des questions.